# إليزابيث فالكونر
إليزابيث فالكونر (بالإنجليزية: Elizabeth Falconer)‏ هي موسيقية أمريكية، ولدت في 20 يوليو 1956.

## روابط خارجية
- إليزابيث فالكونر على موقع IMDb (الإنجليزية)
- إليزابيث فالكونر على موقع ميوزك برينز (الإنجليزية)
- إليزابيث فالكونر على موقع ديسكوغز (الإنجليزية)